# Марсельский, Георгий Семёнович
Георгий Семёнович Марсельский (Семёнов) (30 января 1897, Вурманкасы, Чебоксарский уезд, Казанская губерния — 18 ноября 1972, Ялта, Крымская область, Украинская ССР) — сотрудник органов государственной безопасности СССР, генерал-майор (1943). Участник Первой мировой, Гражданской и Великой Отечественной войн. Заслуженный работник НКВД (1942).

## Биография
Родился в семье крестьянина-бедняка. Чуваш.
Окончил Чебоксарское высшее начальное училище (1915), 2-ю Чистопольскую школу прапорщиков (1917). По окончании училища – учитель Шоршельской церковноприходской школы.
С мая 1916 – на военной службе, по окончании школы прапорщиков направлен на Юго-Западный фронт. Демобилизован в феврале 1918.
Работал секретарём Яндашевского сельского, затем Алымкасинского волостного советов. В 1921–41 – оперативный работник Чувашской областной чрезвычайной комиссии, начальник областного отдела Главного политического управления, в органах внутренних дел в Улан-Удэ, Иркутске, на Казахской железной дороге.
В период Великой Отечественной войны в органах контрразведки НКВД СССР:
- начальник Управления НКВД Павлодарской области (05.39-04.09.41);
- заместитель начальника ОО НКВД Западного ВО (04.09.41-06.10.41);
- начальник ОО НКВД Уральского ВО (06.10.41-04.43);
- начальник ОКР СМЕРШ Уральского ВО (04.43-17.12.45).

С 17 декабря 1945 по август 1946 года — начальник УКР СМЕРШ Уральского ВО. С 09.46 по 02.03.48 — начальник управления Министерства государственной безопасности по Крымской области.
В 1948 уволен в запас. В 1948–51 жил в Москве, с 1951 в г. Ялта.

## Награждён
- орден Ленина,
- Орден Красного Знамени (дважды),
- Орден Отечественной войны 1-й степ. (дважды),
- Орден Красной Звезды,
- Орден «Знак Почёта»,
- знак «Заслуженный работник НКВД» 19.12.42
- 2 медали:
  - Медаль «За победу над Германией в Великой Отечественной войне 1941—1945 гг.»
- награда (медаль) Русской императорской армии;